# Мечеть Амбарас
Мечеть Амбарас, Мечеть Мир Джафар-аги или Мечеть Юхары Амбарас (азерб. Ambaras məscidi, Mir Cəfər Ağa məscidi, Yuxarı Ambaras məscidi) — историко-архитектурный памятник XVII века, расположенный в городе Ордубад, Азербайджан.
Мечеть внесена в список недвижимых памятников истории и культуры местного значения на основании решения Кабинета Министров Азербайджанской Республики № 132 от 2 августа 2001 года. Позднее, согласно решению Кабинета министров Нахчыванской Автономной Республики № 98 от 21 ноября 2007 года, она была включена в перечень памятников архитектуры государственного значения.
Мечеть находится на территории Государственного историко-культурного заповедника «Ордубад».

## История
Мечеть расположена в квартале Амбарас города Ордубад. Точная дата её постройки неизвестна. В XIX веке, во время ремонта мечети, на деревянном покрытии потолка была оставлена надпись чёрным цветом. Надпись гласит следующее:
О, Мухаммед! О, Али! Мечеть Ага Мирзы Джафара была отремонтирована в 1284 году (05.05.1867-23.05.1868) по распоряжению ныне покойного, уважаемого Джафаргулу, сына Агабабы
Согласно надписи, в XIX веке мечеть называлась Мечетью Ага Мирзы Джафара. Решение планировки, методы архитектурной композиции, использованные в строительстве фасадных частей, указывают на то, что мечеть была построена в XVII—XVIII веках. Предполагается, что мечеть была построена в XVII веке человеком по имени Ага Мирза Джафар. Поэтому мечеть также называется «Мечеть Ага Мирзы Джафара» и «Мечеть Мир Джафар Ага».
Мечеть, относящаяся к Нахчыван-Марагинской архитектурной школе, имеет прямоугольную форму. Фасад выполнен из металла и кирпича, а внутреннее пространство — из камня и кирпича. Потолок опирается на шесть колонн. В оформлении окон и дверей использован орнамент шебеке. Второй этаж отведён для женской молельни.

### В годы советской оккупации
В 1928 году в Азербайджане официально началась борьба с религией. В декабре того же года ЦК КП Азербайджана передал на баланс клубов множество мечетей, церквей и синагог для использования в просветительских целях. Если в 1917 году в Азербайджане насчитывалось 3000 мечетей, то в 1927 году это число составило 1700, в 1928 году — 1369, а в 1933 году — всего 17. Мечеть Юхары Амбарас также была закрыта для богослужений в этот период.

### После восстановления независимости
После восстановления независимости Азербайджаном мечеть была включена в список недвижимых памятников истории и культуры национального значения решением № 132 Кабинета Министров Азербайджанской Республики от 2 августа 2001 года. Согласно решению Кабинета министров Нахчыванской Автономной Республики № 98 от 21 ноября 2007 года мечеть внесена в перечень памятников архитектуры государственного значения.
В 2014 году здесь был создан Государственный историко-культурный заповедник «Ордубад». Более 200 из 299 памятников, расположенных в Ордубадском районе, в том числе мечеть Юхары Амбарас, находятся на территории заповедника.